# Asco (micologia)

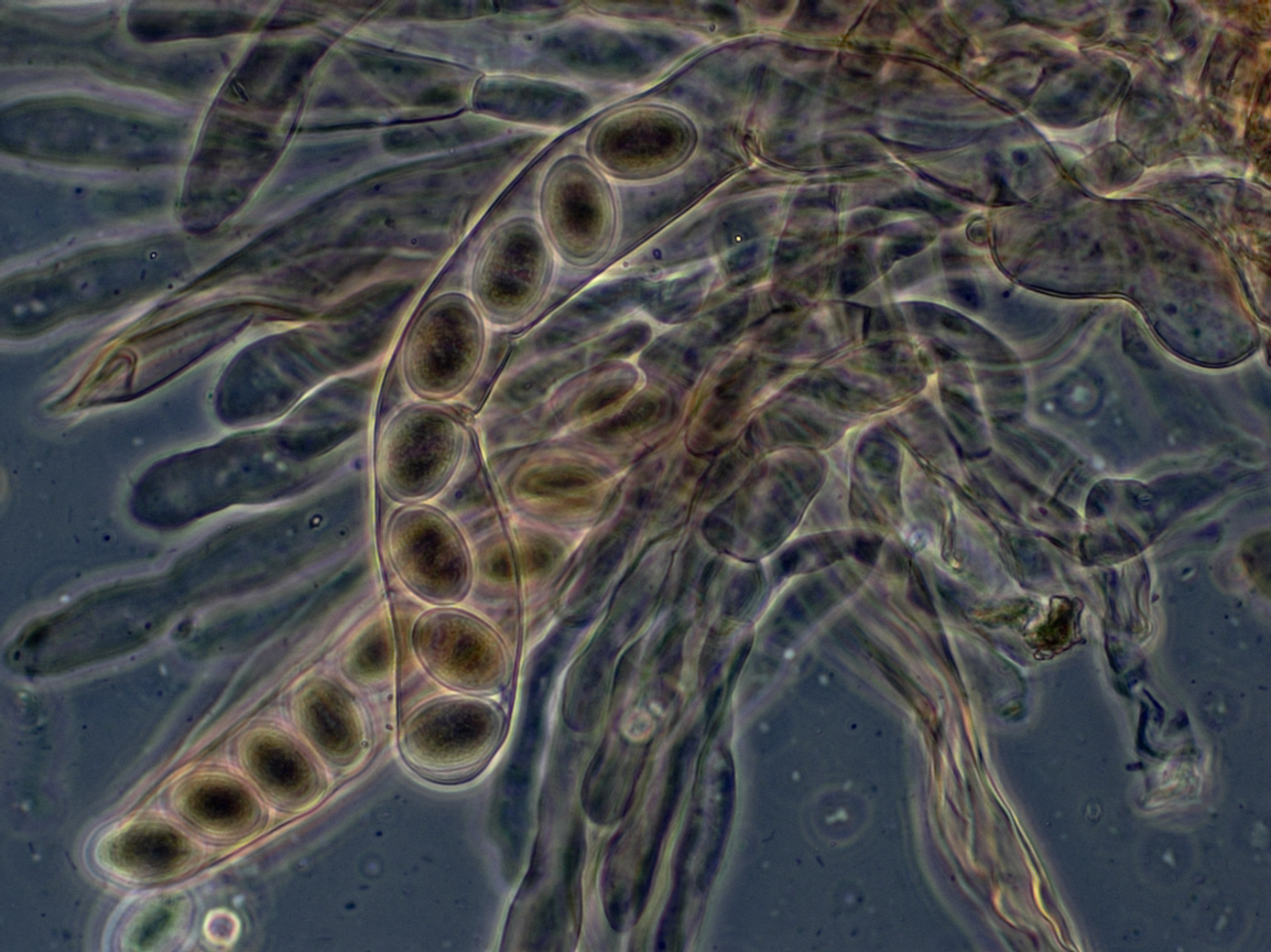
Aschi di Morchella elata all'interno dei quali si notano le otto ascospore

In micologia, l'asco è una sacca che contiene le ascospore, ovvero le spore meiotiche dei funghi appartenenti alla divisione Ascomycota. Ogni asco contiene solitamente otto ascospore, prodotte per meiosi seguita, in molte specie, da una divisione cellulare mitotica. In altri generi o specie l'asco può contenere una sola ascospora (come nel caso di Monosporascus cannonballus), oppure due, quattro o multipli di quattro.

## Struttura e funzione
I molti casi gli aschi sono formati in uno strato regolare, l'imenio, in un corpo fruttifero che è visibile a occhio nudo ed è chiamato ascocarpo o ascoma. In altri casi, come nei lieviti unicellulari, non viene riscontrata nessuna di tali strutture. In rari casi gli aschi di alcuni generi, come Dipodascus, possono svilupparsi regolarmente di volta in volta all'interno di aschi più vecchi che hanno scaricato le loro spore. 
La formazione delle ascospore all'interno degli aschi avviene tramite il ripiegamento delle membrane attorno ai nuclei generati delimitando normalmente otto spore, ciascuna delle quali dà poi origine a una parete della spora. Il citoplasma dell'asco rimasto all'esterno delle spore, chiamato epiplasma, svolge diverse funzioni: fornisce le sostanze nutritive alle spore in fase di maturazione, contribuisce agli strati esterni della parete della spora, e può inoltre contribuire allo scarico delle spore.
Gli aschi normalmente rilasciano le proprie spore emettendole dall'estremità in modo esplosivo attraverso un poro od opercolo; in alcuni casi, come nei Discomiceti e nei Pirenomiceti, si ha l'espulsione sotto forma liquida con l'asco che si sgonfia e si rimpicciolisce a circa la metà delle sue dimensioni. In alcuni generi che possiedono l'imenio, l'emissione da parte di un asco stimola l'emissione in serie da parte degli altri aschi nell'ascocarpo, tramite una retroazione positiva, risultando in una scarica massiva visibile come una "nuvola" di spore.

## Classificazione
La forma dell'asco, la capsula che contiene le spore sessuali, è importante per la classificazione degli Ascomiceti e può essere di quattro tipi principali.
- L'asco unitunicato-opercolato possiede un "coperchio", l'opercolo, che si rompe quando le spore sono mature permettendone l'espulsione. Questo tipo di aschi si presenta solo in quegli ascocarpi con apoteci, per esempio nelle Morchella. "Unitunicato" significa "con parete singola".
- Invece di un opercolo, l'asco unitunicato-inopercolato possiede un anello elastico che funziona come una valvola a pressione. Raggiunta la maturazione l'anello si espande brevemente e spara fuori le spore. Questo tipo appare sia negli apoteci sia nei periteci; un esempio è dato da Hypomyces chrysospermus.
- L'asco bitunicato è rinchiuso in una parete doppia. Consiste in un guscio esterno sottile e fragile e una parete interna spessa ed elastica. Quando le spore sono mature, il guscio si divide aprendosi cosicché la parete interna può assumere acqua. Di conseguenza questa inizia ad estendersi con le sue spore finché protrude sopra il resto dell'ascocarpo e di conseguenza le spore possono liberarsi in aria senza essere ostruite dalla massa del corpo fruttifero. Gli aschi bitunicati esistono solo negli pseudoteci e si trovano solamente nelle classi Dothideomycetes e nella sottoclasse Chaetothyriomycetes. Esempi sono rappresentati da Venturia inaequalis e Guignardia aesculi.
- Gli aschi prototunicati sono principalmente di forma sferica e non possiedono alcun meccanismo di dispersione energica. La parete dell'asco maturo si dissolve consentendo alle spore di essere liberate, oppure viene aperta rompendosi per azione di altri fattori come gli animali. Gli aschi di questo tipo si possono trovare sia nei periteci sia nei cleistoteci, per esempio nella grafiosi dell'olmo (Ophiostoma ulmi). Questo è un termine che comprende tutti quei casi che non rientrano negli altri tre tipi di asco, ed essi probabilmente appartengono a diversi gruppi indipendenti che si sono evoluti separatamente da aschi unitunicati.